# Yang Yali
Yang Yali es una deportista china que compitió en piragüismo en la modalidad de aguas tranquilas. Ganó dos medallas de plata en el Campeonato Mundial de Piragüismo en los años 2006 y 2007.

## Palmarés internacional
| Campeonato Mundial | Campeonato Mundial   | Campeonato Mundial | Campeonato Mundial |
| Año                | Lugar                | Medalla            | Evento             |
| ------------------ | -------------------- | ------------------ | ------------------ |
| 2006               | Szeged (Hungría)     | Medalla de plata   | K2 1000 m          |
| 2007               | Duisburgo (Alemania) | Medalla de plata   | K4 1000 m          |